# Berinjek
Berinjek – wieś w Słowenii, w gminie Litija. W 2018 roku liczyła 9 mieszkańców.